# Kortrijk

Metropolregion Lille

Kortrijk (westflämisch Kortryk, französisch Courtrai/Courtray, früher auch Cortrick) ist eine belgische Stadt in der Provinz Westflandern in der Region Flandern und ist der Sitz des Arrondissements Kortrijk. Die Stadt hat 80.032 Einwohner (Stand 1. Januar 2024) und eine Fläche von 80,02 km². Sie gehört zur Euroregio Kortrijk-Lille, die rund 1.900.000 Einwohner zählt. Die Stadt liegt am Fluss Leie (französisch Lys), etwa 9 km von der belgisch-französischen Grenze entfernt.

## Geografie
Kortrijk liegt am Autobahnkreuz Aalbeke; hier kreuzen die Autobahnen A 17 (Brügge–Tournai) und A 14 (Lille–Gent–Antwerpen); außerdem ist die Stadt von einem autobahnähnlichen Straßenring (Ring 8) umgeben.
In Kortrijk wird Niederländisch gesprochen. Der Dialekt von Kortrijk gehört zur Westflämischen Dialektgruppe. Die Stadt besteht aus den Teilgemeinden Aalbeke, Bellegem, Bissegem, Kortrijk, Heule, Marke, Rollegem und Kooigem.
Zusammen mit seinen umliegenden Gemeinden ist Kortrijk heute als Industrie- und Handelsstadt mit seiner Universität, mehreren Hochschulen, Akademien, Bibliotheken, Museen und Bühnen ein bedeutendes Wirtschafts-, Wissenschafts- und Kulturzentrum sowie ein wichtiger Verkehrsknotenpunkt zwischen Belgien und Frankreich.

## Geschichte

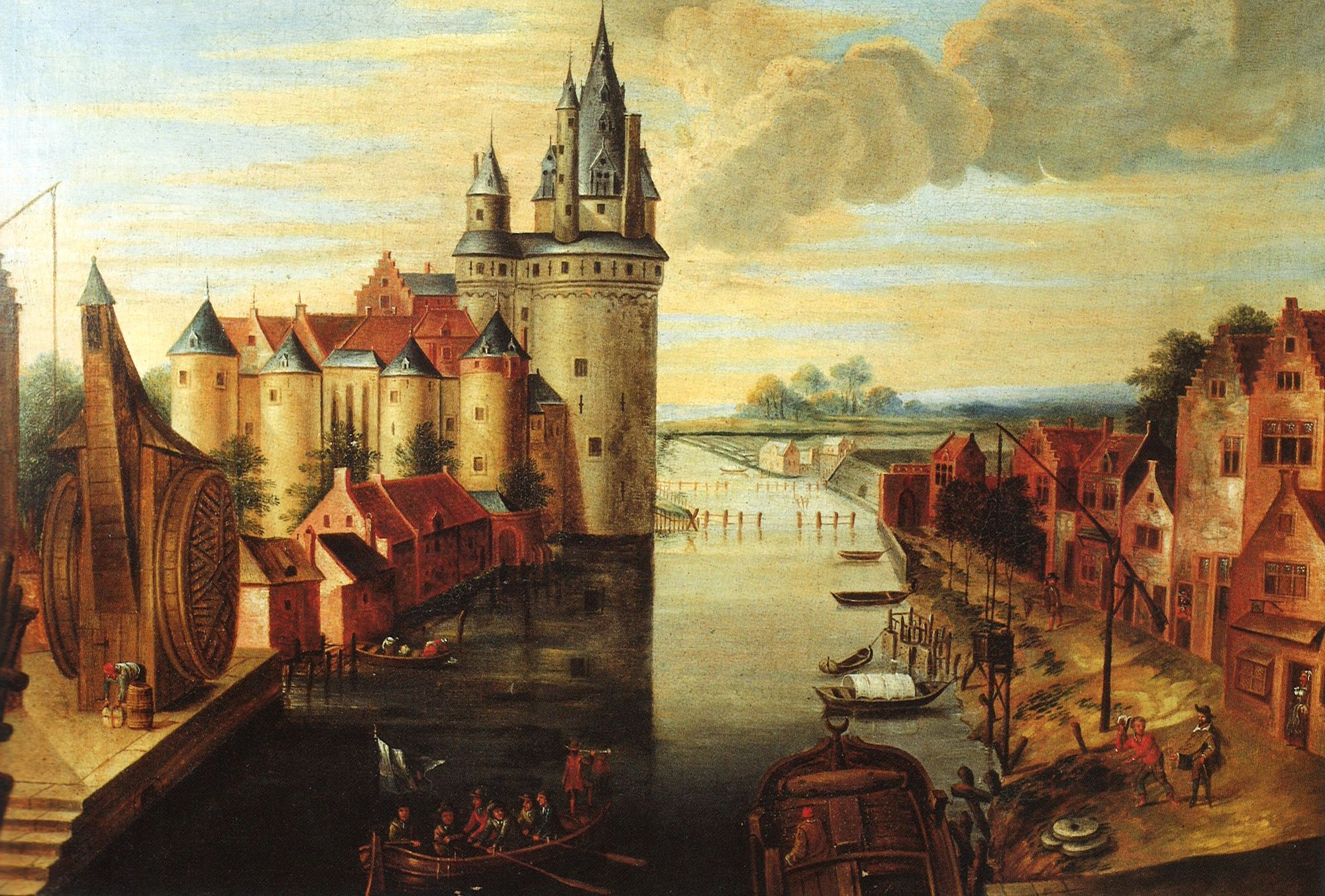
Burgunder-Schloss von Kortrijk (17. Jahrhundert)

Stadtteile von Kortrijk: *I: Innenstadt Kortrijk *II: Heule *III: Bissegem *IV: Marke *V: Aalbeke *VI: Rollegem *VII: Bellegem *VIII: Kooigem

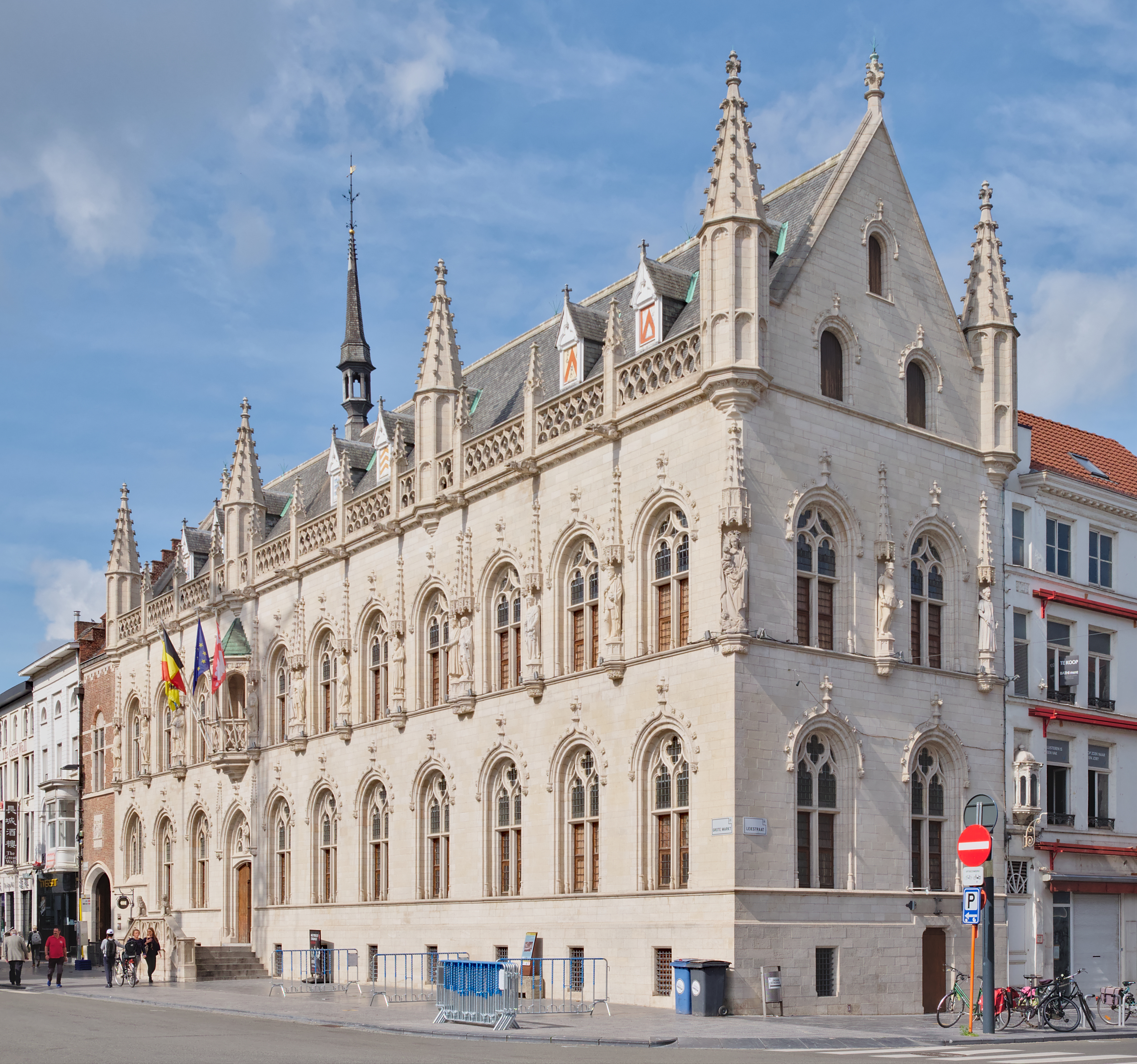
Das gotische Rathaus Kortrijk

Kortrijk bestand bereits im Altertum als eine gallo-römische Siedlung mit dem Namen Cortoriacum und befand sich in Gallia Belgica. Sie war ein wichtiger Verkehrsknotenpunkt, lag an der Straße von Cassel (bei Dünkirchen/Dunkerque) nach Tongern (bei Maastricht) und wurde durch andere Straßen mit Tournai, Gent, Lille und Arras verbunden. Seit dem 17. Jahrhundert wurden hier römische Altertümer entdeckt, so diverse Substrukturen, Brunnen, Keramik, Gräber und Münzen. Die ersten systematischen Ausgrabungen fanden aber erst seit dem Zweiten Weltkrieg statt. Schriftliche Zeugnisse über Kortrijk zwischen 800 und 1300 wurden bisher nur wenige entdeckt. Die urkundlich gesicherte Geschichte beginnt mit dem Jahr 847, in dem König Karl II. (der Kahle) dem Kloster Saint-Amand hier Landbesitz bestätigt, und zwar mansa duo in Curtriaco (Regnum Francorum online D_Charles_II, 092). 853 begrüßt Karl der Kahle eine große Zahl von Gesandten (missi), die von den Normannen bedrohte Orte besuchen sollen, darunter auch Curtriciso (MGH Capitulare 2, 260). Archäologen haben auch eine karolingische Münze (dernier) gefunden, deren Inschrift CVRTRIACO beweist, dass in Kortrijk um 864/5 Münzen geprägt wurden (A. Engel, Traité numismatique ..., 137). Philipp I., Graf von Flandern und damals einer der mächtigsten Herrscher Westeuropas, soll 1190 der Stadt Privilegien verliehen haben. Darüber gibt es aber nur Sekundärliteratur.
Im Mittelalter hatte Kortrijk lange erbliche Kastellane aus dem Haus Nevel; nach deren Aussterben wurde das Kastellanenamt von einem Hooft Poincter verwaltet. Graf Balduin II. von Flandern befestigte die Stadt gegen Angriffe der Normannen. Die Stadtrechte erhielt Kortrijk im Jahre 1189.
Im Vorfeld des Hundertjährigen Krieges wurde am 11. Juli 1302 in der Sporenschlacht in der Nähe der Stadt ein französisches Ritterheer unter Graf Robert II. von Artois von den unter dem Kommando Guidos von Namur und anderen Heerführern kämpfenden Flamen, hauptsächlich Webern aus Ypern und Brügge, besiegt. Damit war die Selbständigkeit Flanderns gesichert. König Karl VI. rächte am 12. Dezember 1382 diese Niederlage durch die Plünderung und Niederbrennung von Kortrijk nach der für die Franzosen siegreichen Schlacht bei Roosebeke. Philipp der Kühne baute die Stadt bereits 1385 wieder auf und ließ auch eine Zitadelle errichten.
Ab dem 14. Jahrhundert erlebte die Stadt eine Zeit wirtschaftlicher Blüte, die mit der Entwicklung der Textilindustrie zusammenhing. Sie war nun ein Mittelpunkt der flandrischen Tuchherstellung. Gegen Ende des 16. Jahrhunderts bildete sich eine prosperierende Leinenweberei heraus.
Auch im Französisch-Spanischen Krieg hatte Kortrijk durch wiederholte Belagerungen mancherlei Drangsale auszuhalten. 1645 wurde die Stadt von den Franzosen unter dem Herzog von Orléans eingenommen, aber 1647 von den Spaniern wiedererobert. 1667 bemächtigten sich die Franzosen abermals Kortrijk, behielten es im Aachener Frieden (1668) und befestigten es. Die Stadt blieb dann bis zum Nimwegener Frieden (1678/79) bei der „Grande Nation“. 1683 demolierten die Franzosen die Festungswerke von Kortrijk.
Im Verlauf der Revolutionskriege fiel die Stadt im Mai 1794 nach heftigen Gefechten in die Hände der Franzosen. Am 31. März 1814 fand bei Kortrijk ein Gefecht zwischen 8000 sächsischen Soldaten und andern deutschen Truppen unter Thielmann gegen die Franzosen unter Maison statt, das für die Ersteren ungünstig ausfiel. Im 19. Jahrhundert setzte die Industrialisierung ein, vor allem in der Textilbranche.
Während des Ersten Weltkriegs gab es hier im Jahre 1917 große Zerstörungen. Auch während des Zweiten Weltkriegs, im Mai 1940, war die Stadt Opfer von Angriffen; ebenso erfuhr sie 1944 schwere Verwüstungen infolge Bombardements der Alliierten.

## Politik
Der Gemeinderat besteht aus 41 Ratsherren und -frauen. Für die Wahlperiode 2013–2018 wurde Vincent Van Quickenborne von der Partei Open VLD zum Bürgermeister gewählt. Im Januar wird er ersetzt durch Rudolf Scherpereel von der Partei NVA Für die folgende Wahlperiode bis 2018 wurde er wiedergewählt.

### Stadtrat
- PVDA: 0
- Vooruit: 7
- Groen: 2
- VLD – CDV: 18
- N-VA: 8
- VB: 6
- Sonst.: 0

Nach der Wahl wurde eine Koalition aus VLD – CDV, NVA und Vooruit gebildet. Sie kommen zusammen auf 33 der 41 Sitze.
- PVDA: 0
- Vooruit: 32
- Groen: 11
- Open VLD: 42
- CD&V: 43
- VLD – CDV: 18
- CDV – NVA: 18
- N-VA: 19
- VB: 22
- Sonst.: 0

Man könnte z. B. eine große Koalition aus CD&V, OpenVLD und Vooruit bilden. 
 Sie kämen auf 117 von 205 Sitzen.

### Wappen
Das Wappen geht zurück auf das Familienwappen der Kortrijker Burggrafen des 12. Jahrhunderts. Es wird heraldisch wie folgt beschrieben:

„In Silber ein Köper und ein roter Saum. Der Schild zeigt die Stadtkrone mit fünf silbernen Türmen, gehalten von zwei wilden, fleischfarbenen, auf naturfarbenen Keulen gestützten Männern, umrahmt und bekrönt von Eichenblättern.“

### Städtepartnerschaften
| - Bonner Stadtbezirk Bad Godesberg (Deutschland), seit 1964 - Frascati (Italien), seit 1967 - Saint-Cloud (Frankreich), seit 1993 - Windsor and Maidenhead (Vereinigtes Königreich), seit 1981 - Cebu City (Philippinen), seit 2005 - Greenville (Vereinigte Staaten), seit 1991 - Taschkent (Usbekistan), seit Ende 1980er - Wuxi (Volksrepublik China) |

Die vier erstgenannten sowie Kortrijk führen eine Ringpartnerschaft.
Quelle: Cultuur in Kortrijk, S. 75

## Tourismus und Sehenswürdigkeiten
Kortrijk bietet zahlreiche Sehenswürdigkeiten: den Beginenhof, die St. Martinskirche mit ihrem Fünfspitzenturm, die alte Marienkirche, die Broeltürme an der Leie und den Marktplatz. Ein Denkmal der Stadt erinnert an die Schlacht der goldenen Sporen im Jahre 1302.

### Weltliche Architektur
Im Zentrum der Stadt befindet sich der Marktplatz Grote Markt. Hier finden sich u. a.:
- Das gotische Rathaus Kortrijk aus den Jahren 1418–1420 wurde errichtet im Übergangsstil der Spätgotik–Renaissance. Den Vorgiebel schmücken die Bilder der Grafen von Flandern. Im Rathaus befinden sich der Schöffensaal und der Ratssaal mit Skulpturen aus dem 16. Jahrhundert. Bemerkenswert sind auch die Glasfenster, die Wandmalereien und die seltenen topografischen Karten.
- Der Belfried aus dem 14. Jahrhundert gehört seit 1999 zum UNESCO-Welterbe „Mittelalterliche Glockentürme in Flandern und Wallonien“.
- Im Jahre 1955 wurden unter einem Appartementhaus an der Ecke des Marktplatzes Mittelalterliche Keller entdeckt. Sie wurden 1983 baulich geschützt. Diese mittelalterlichen Keller sind archäologisch bedeutsam, da es sich um Überreste alter Steinhäuser handelt.

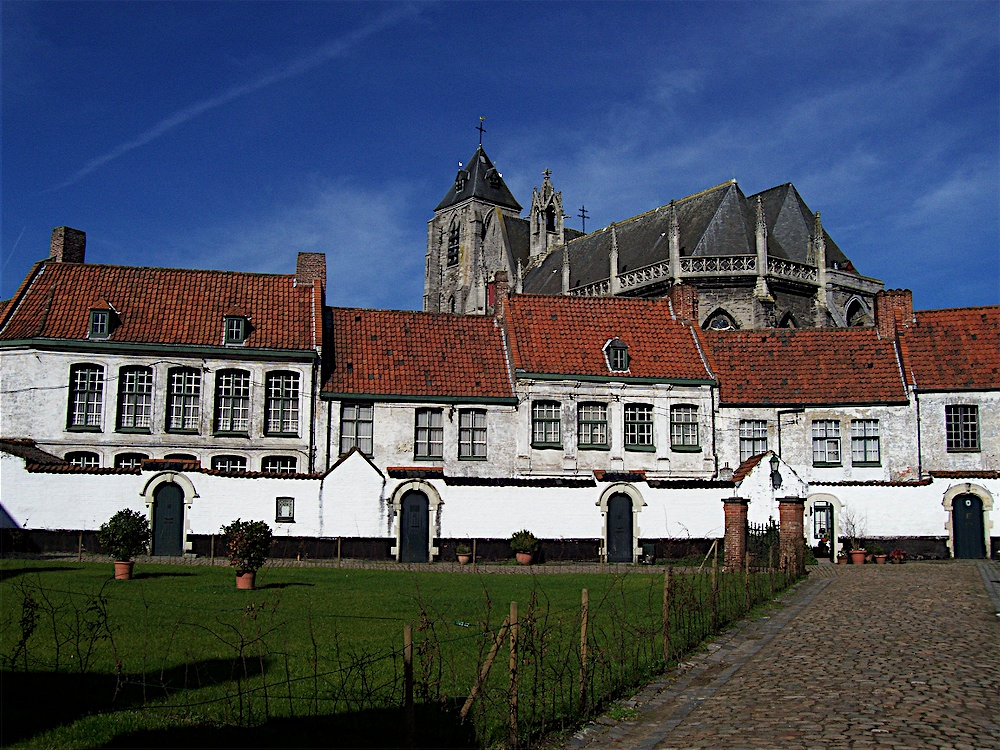
Beginenhof (UNESCO-Welterbe)

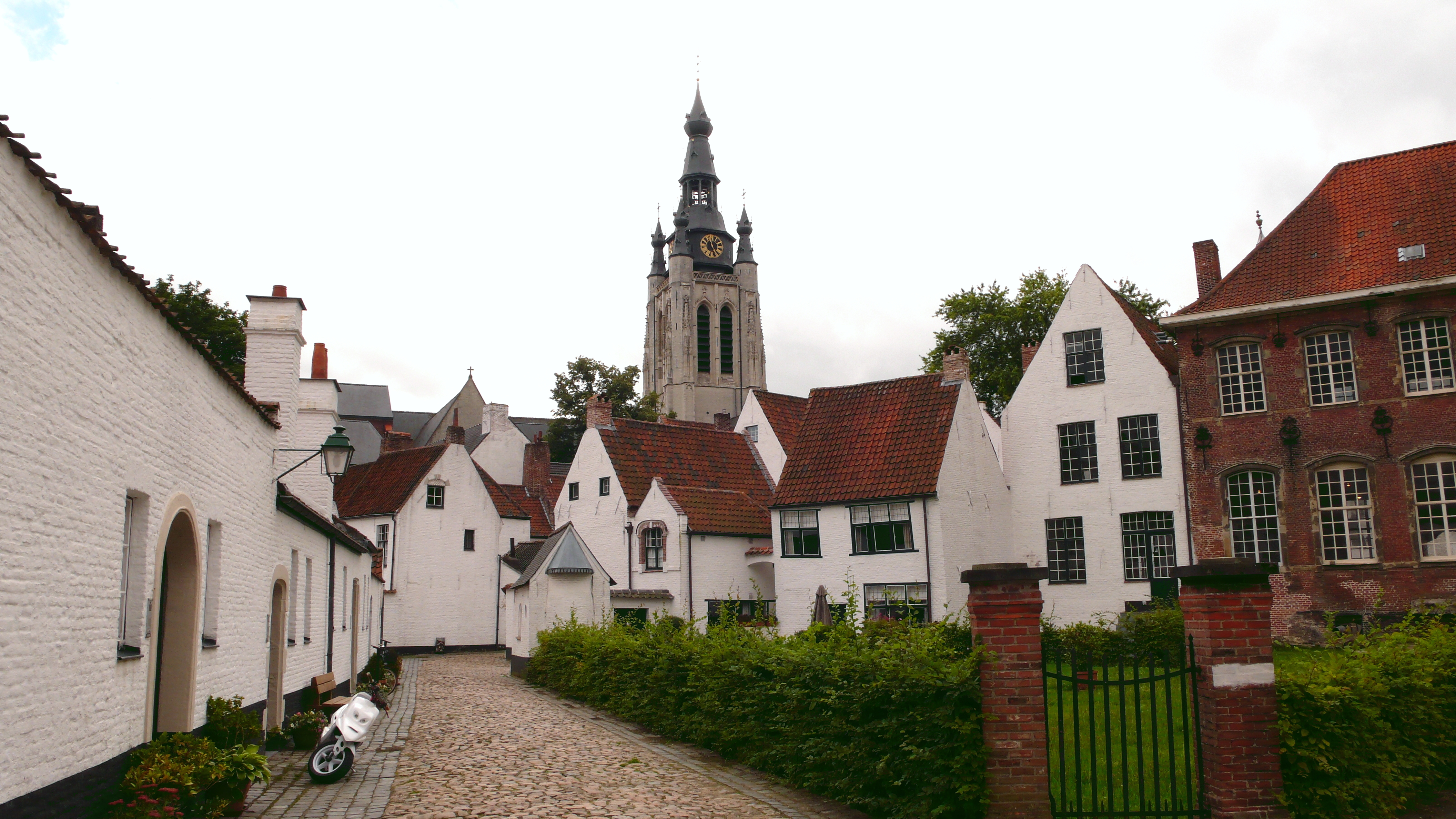
Beginenhof

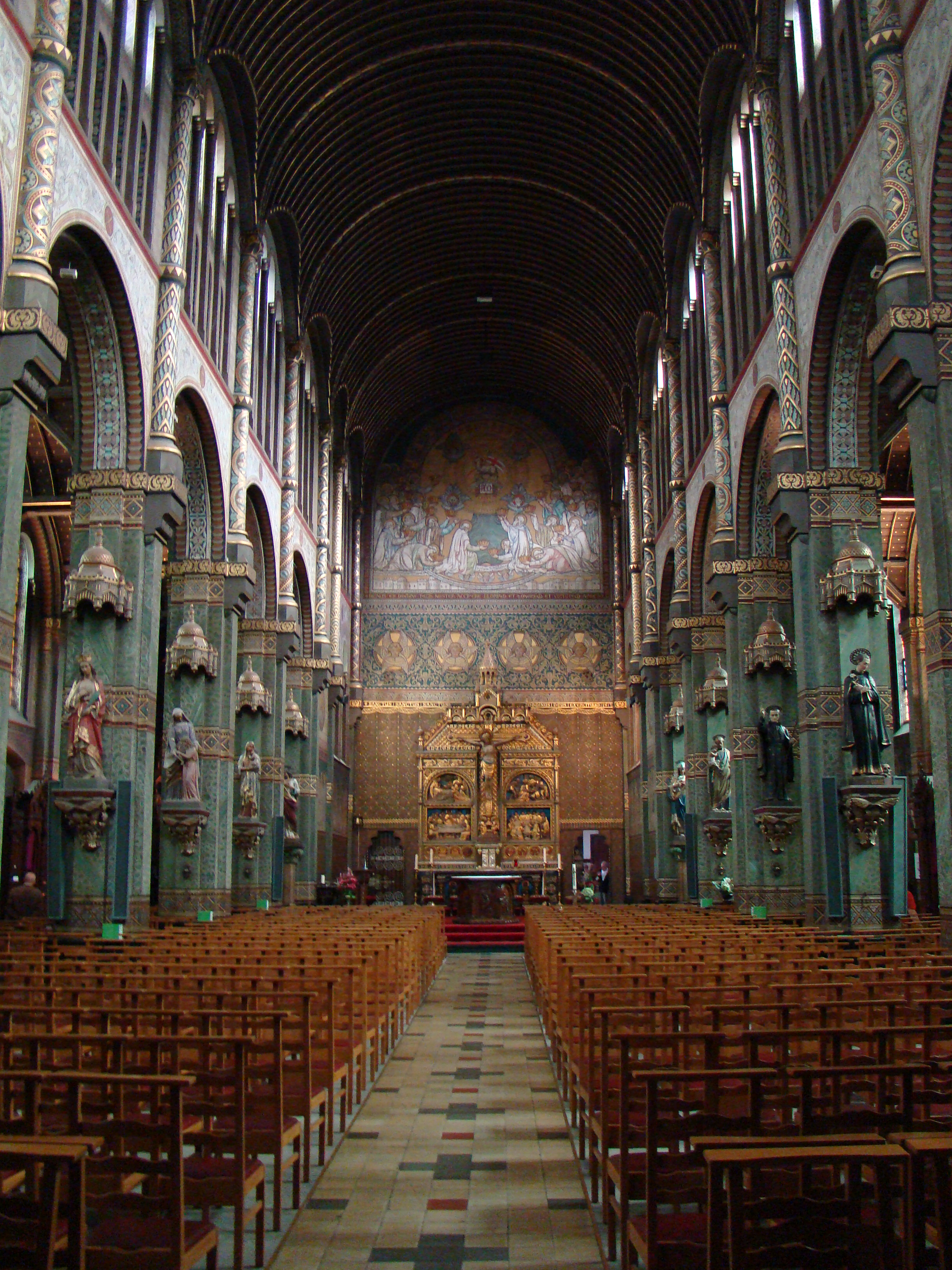
Sankt-Antonius-Kirche

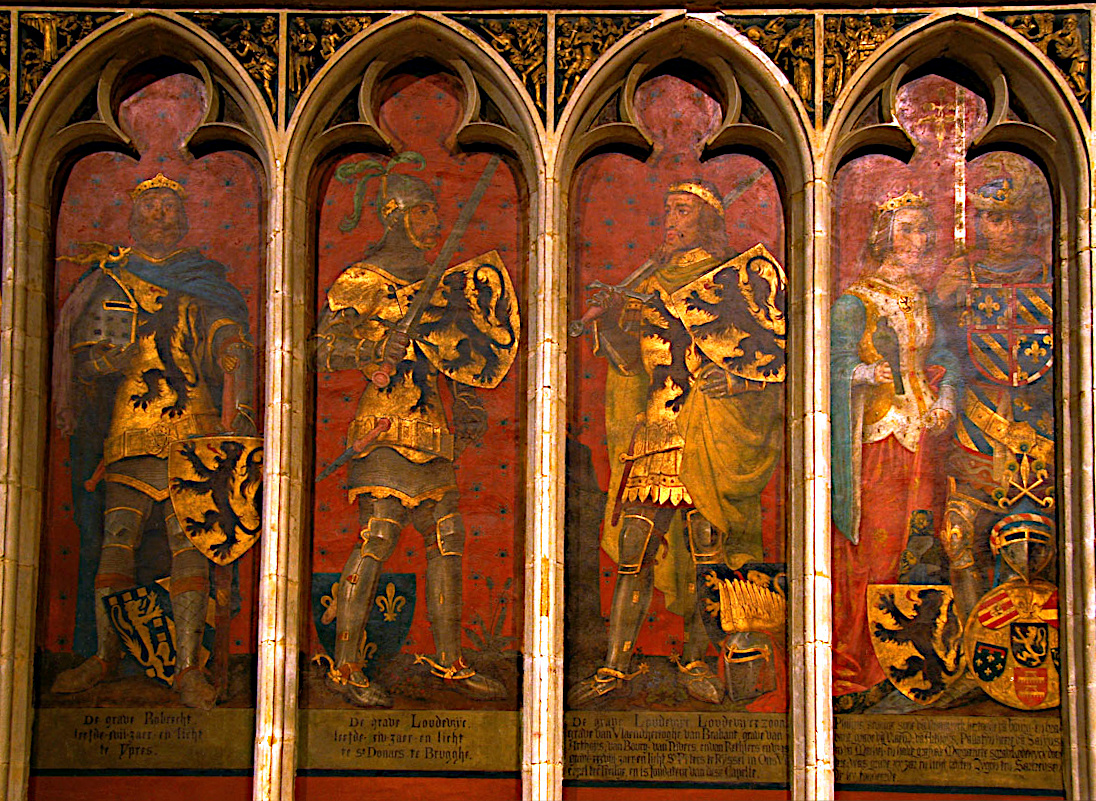
Grafenkapelle von Graf Ludwig von Maele

Zu den sehenswerten profanen Bauten der Stadt zählen außerdem:
- Die Broeltürme (Broeltorens) sind zwei Türme der einstigen Stadtbefestigung aus dem 13./15. Jahrhundert (Speyetoren und Ingelburgtoren) an der Leie.
- Der Artillerieturm aus dem 14. Jahrhundert ist einer der wenigen Überreste der mittelalterlichen französischen Vorderburg. Diese wurde gleichzeitig mit der damaligen Hauptburg vom französischen König Philipp dem Schönen im Rahmen des französisch-flämischen Krieges gegen die Grafen von Flandern erbaut. Historischen Quellen zufolge wurde der Artillerieturm um 1300 gebaut. Ursprünglich war er ein Trinkwasserturm. Um 1400 wurde der Turm in den Stadtwall integriert und diente zur Herstellung und Aufbewahrung von Schießpulver und Munition.
- Der Barmherzigkeitsberg (Berg van Barmhartigheid)
- Die Stadtwaage
- Der Baggaertshof wurde 1638 von Joossine Baggaert gebaut, die 13 Häuser für bedürftige Frauen einrichtete. Diese Häuser stehen zusammen mit der Kapelle rund um den rechteckigen Innenhof, in dem ein Garten mit über 200 verschiedenen Kräutern angelegt wurde.
- Am Groeningekouter wurde das Groeningemonument errichtet. Es ist das Werk von Godfried Devreese. Das Monument in vergoldeter Bronze stellt die Magd von Flandern dar. Sie versucht den Löwen, der seine Fesseln gesprengt hat, zurückzuhalten. Die Groeningepoort wurde 1908 in Ardenner Stein errichtet und trägt die Aufschrift „1302 – Groeningheveld“.
- Der Roelandpalast
- Der Ghellinckpalast von 1698
- Der Theaterplatz (Schouwburgplein), mit dem Stadttheater (Stadsschouwburg) und historischen Häusern
- Das Gericht
- Das Casino aus dem Jahr 1844
- Einige Jugendstilhäuser

### Religiöse Bauwerke
- Der Beginenhof Kortrijk (nl. Begijnhof Kortrijk), begonnen 1238, ist ein Ensemble von 42 Häusern aus dem 13. Jahrhundert und gehört seit 1998 zum UNESCO-Welterbe „Flämische Beginenhöfe“. Hier befinden sich etwa vierzig kleine Häuser im Barockstil aus dem 17. Jahrhundert, die Matthäuskapelle von 1464, der Annasaal mit rundem Treppenhaus und das Haus der Großjungfrau (Oberin der Beginen), das als Museum eingerichtet ist. Im Haus Nummer 2 befindet sich das Besucherzentrum.
- Die Liebfrauenkirche (Onze-Lieve-Vrouwekerk) stammt aus dem 13. Jahrhundert. Die Kirche beherbergt bedeutende Kunstschätze, unter anderem Anton van Dycks Kreuzaufrichtung. In dieser Kirche wurden im Jahr 1302 die in der sogenannten Sporenschlacht (Guldensporenslag) erbeuteten goldenen Sporen der französischen Ritter aufgehängt.
- Die Sankt-Martinskirche (Sint-Maartenskerk) wurde ebenfalls im 13. Jahrhundert erbaut. Die ursprüngliche Kirche wird auf das 12. Jahrhundert datiert. Im Laufe der Jahre wurde sie jedoch mehrmals um- und ausgebaut. Das Kircheninnere ist geschmückt mit Kunstwerken wie zum Beispiel einem Sakramentshaus aus dem 16. Jahrhundert, Gemälden aus der Peter-Paul-Rubens-Schule und dem Predigtstuhl aus dem 17. Jahrhundert. Im Kirchturm befindet sich Kortrijks erstes Glockenspiel.
- Die Grafenkapelle (Gravenkapel) ließ Graf Ludwig von Maele 1370 als Mausoleum für sich und zu Ehren der heiligen Katharina nach dem Vorbild der Sainte-Chapelle errichten.
- Die Sankt-Michaelskirche (Sint-Michielskerk) wurde 1607–1611 von Jan Persijn im Auftrag der Jesuiten als Ersatz für die Heiliggeist-Kapelle aus dem 14. Jahrhundert erbaut. Es ist eine dreischiffige Basilikakirche mit einem halbrunden Chor im Norden, die von zwei Türmen flankiert wird. Der Stil ist spätgotisch. 1947 wurde der Kirche eine Kapelle mit drei Kuppeln hinzugefügt, in der die Wunderskulptur Unserer Lieben Frau von Groeninge verehrt wird.
- Die Sankt-Janskirche (Sint-Janskerk)
- Die Groeninge-Abtei (ndl.: Abdij van Groeninge) stand in der Nachfolge der früheren Abtei Rodenburg (ndl.: Abdij van Rodenburg) im gleichnamigen Stadtteil von Kortrijk.
- Die Sankt-Nikolauskapelle (Sint-Niklaaskapel)
- Die Sankt-Eligiuskirche (Sint-Elooiskerk) im Stadtviertel Overleie
- Die Sankt-Rochuskirche
- Die Sankt-Elisabethkirche
- Sankt-Antoniuskirche, Kirche der Passionisten von aus dem Jahr 1874 beherbergt das Grab des Bruders Isidor. Ihre schlichte, neoromanische Architektur kontrastiert mit der neogotischen des Interieurs.
- Die Damianskirche (Damiaankerk)
- Das Liebfrauen-Hospital wurde vermutlich zu Beginn des 13. Jahrhunderts gegründet. Durch das monumentale Tor des Vorgiebels aus dem 17. Jahrhundert erreicht man den Innenhof.

### Weitere Sehenswürdigkeiten
- Internationaler Rosengarten
- Springbrunnen Die Golf von Olivier Strebelle am Schouwburgplein

## Kultur und Kunst

Stadtansichten
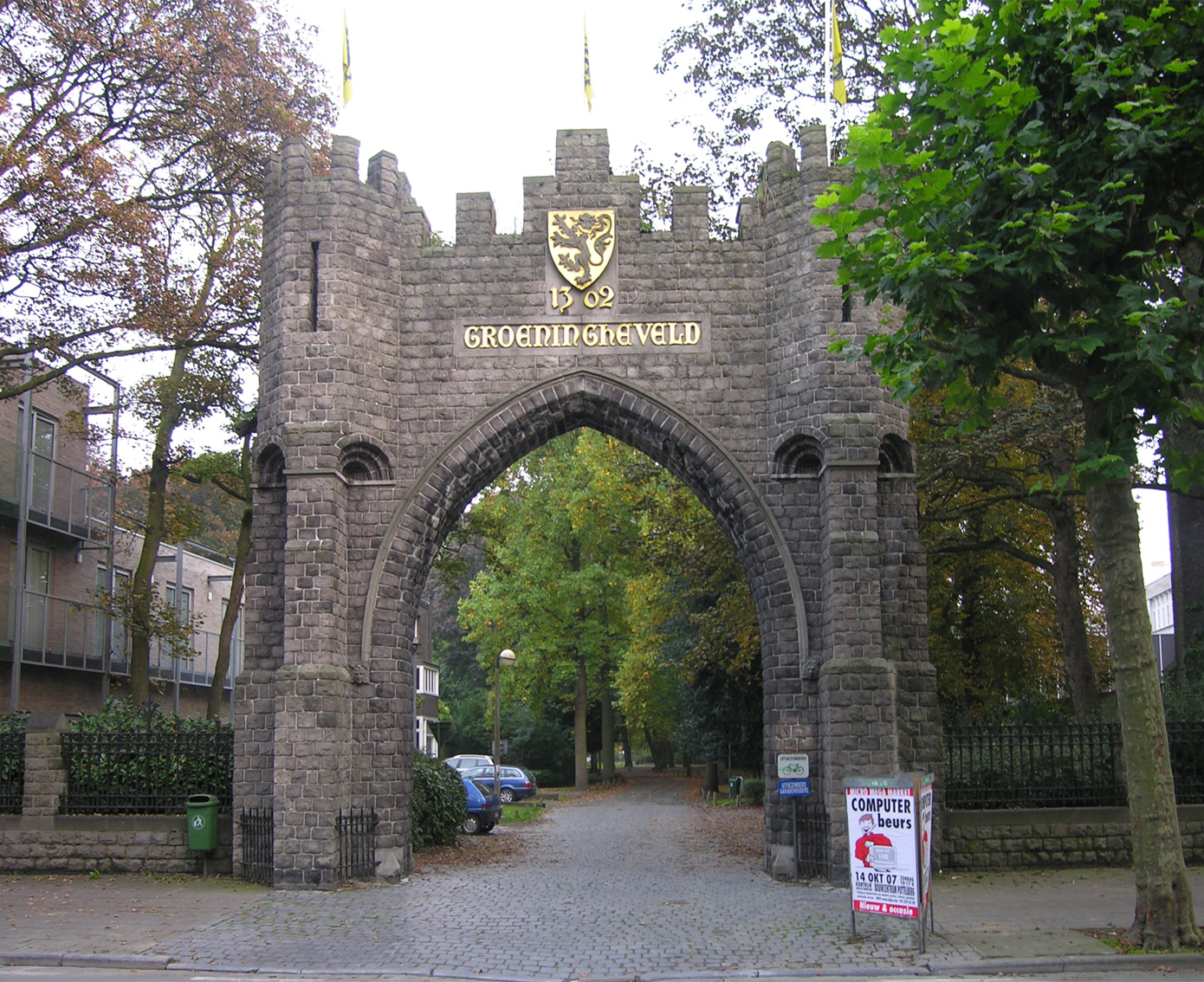
Groeningepoort
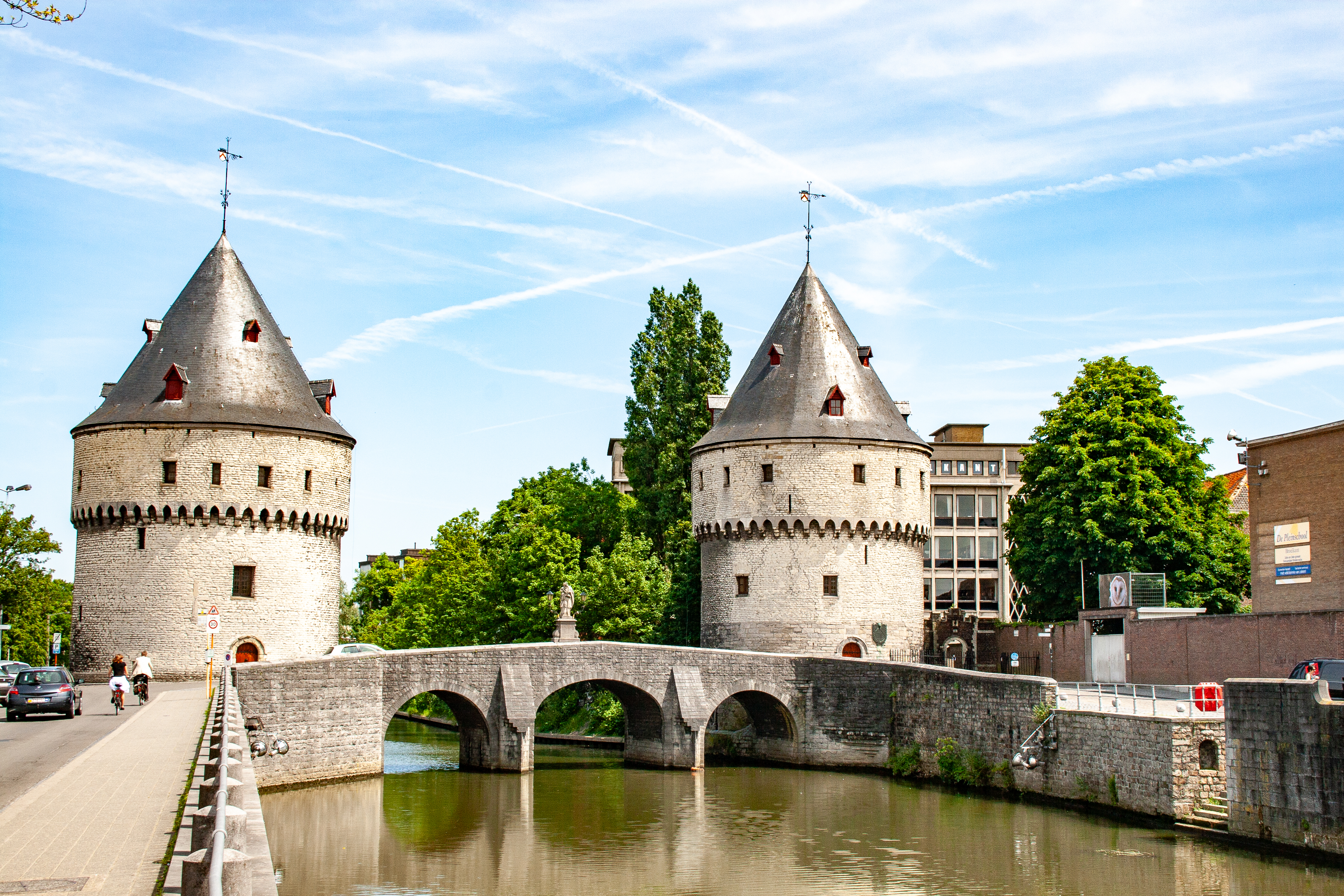
Broeltürme (2009)
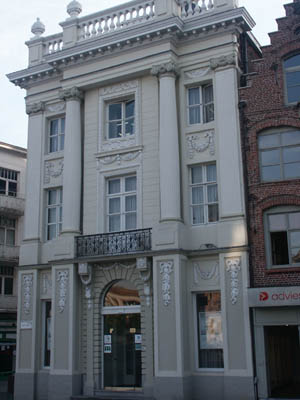
Patriapalast
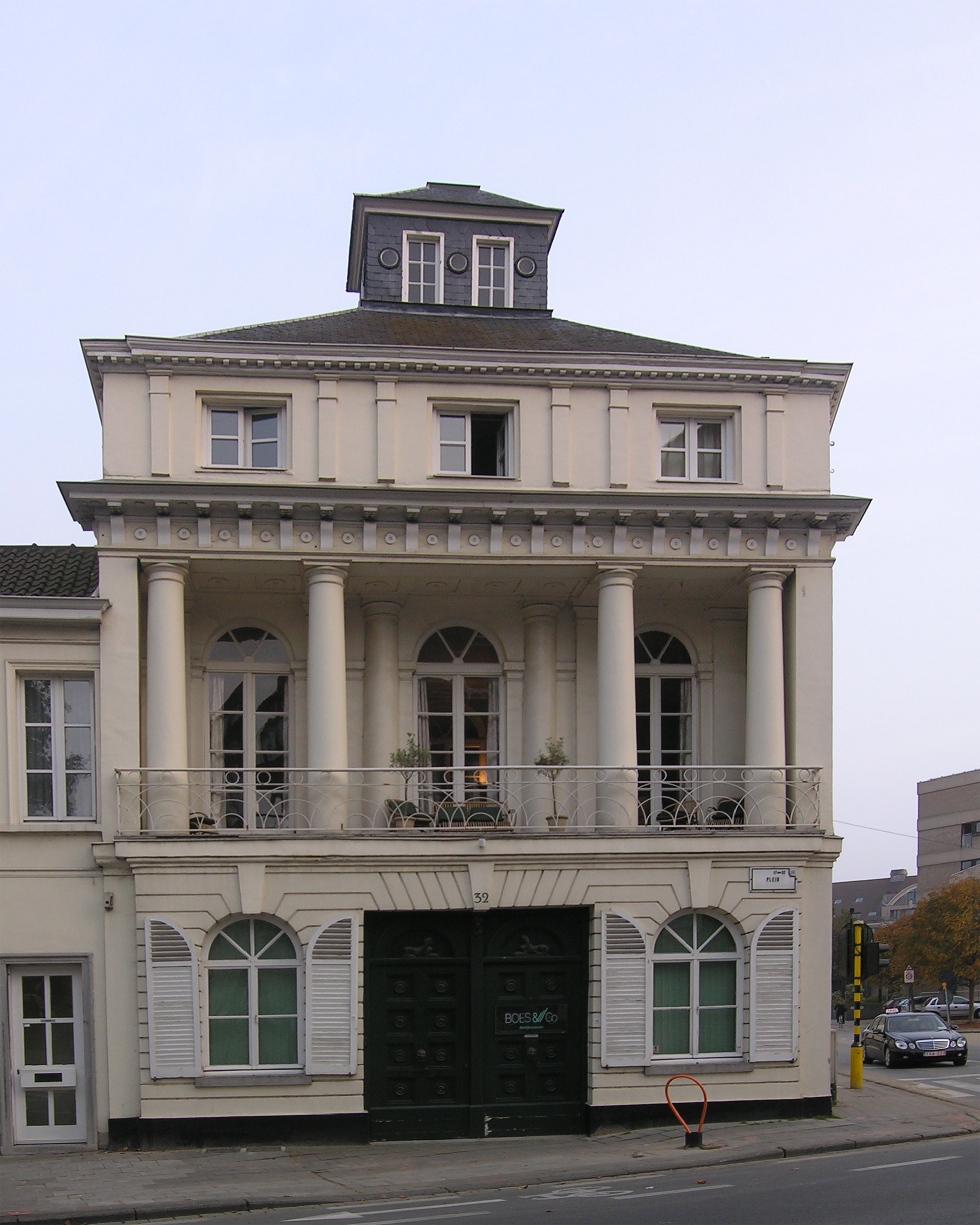
Altstadt
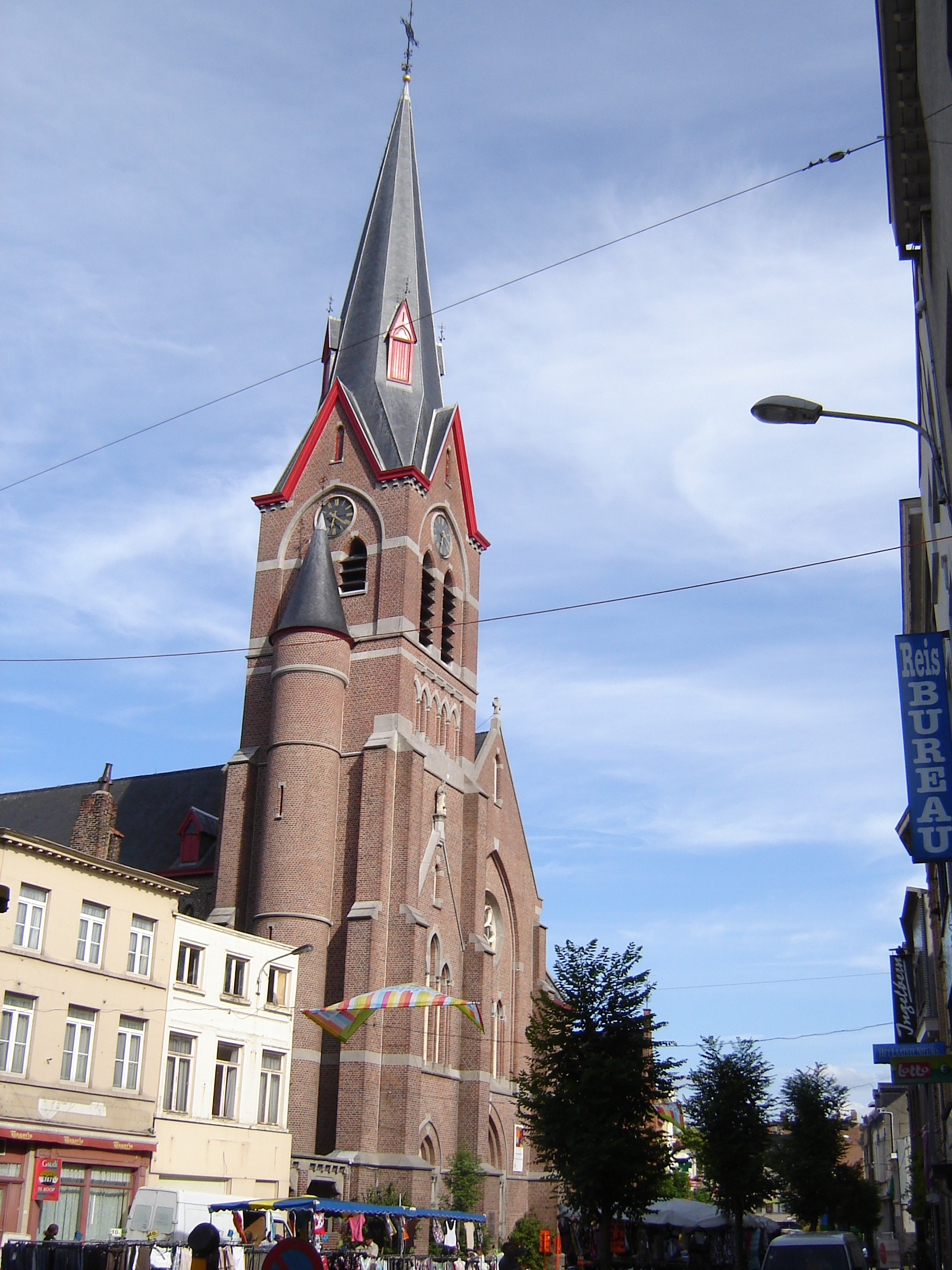
Sint-Elooiskerk
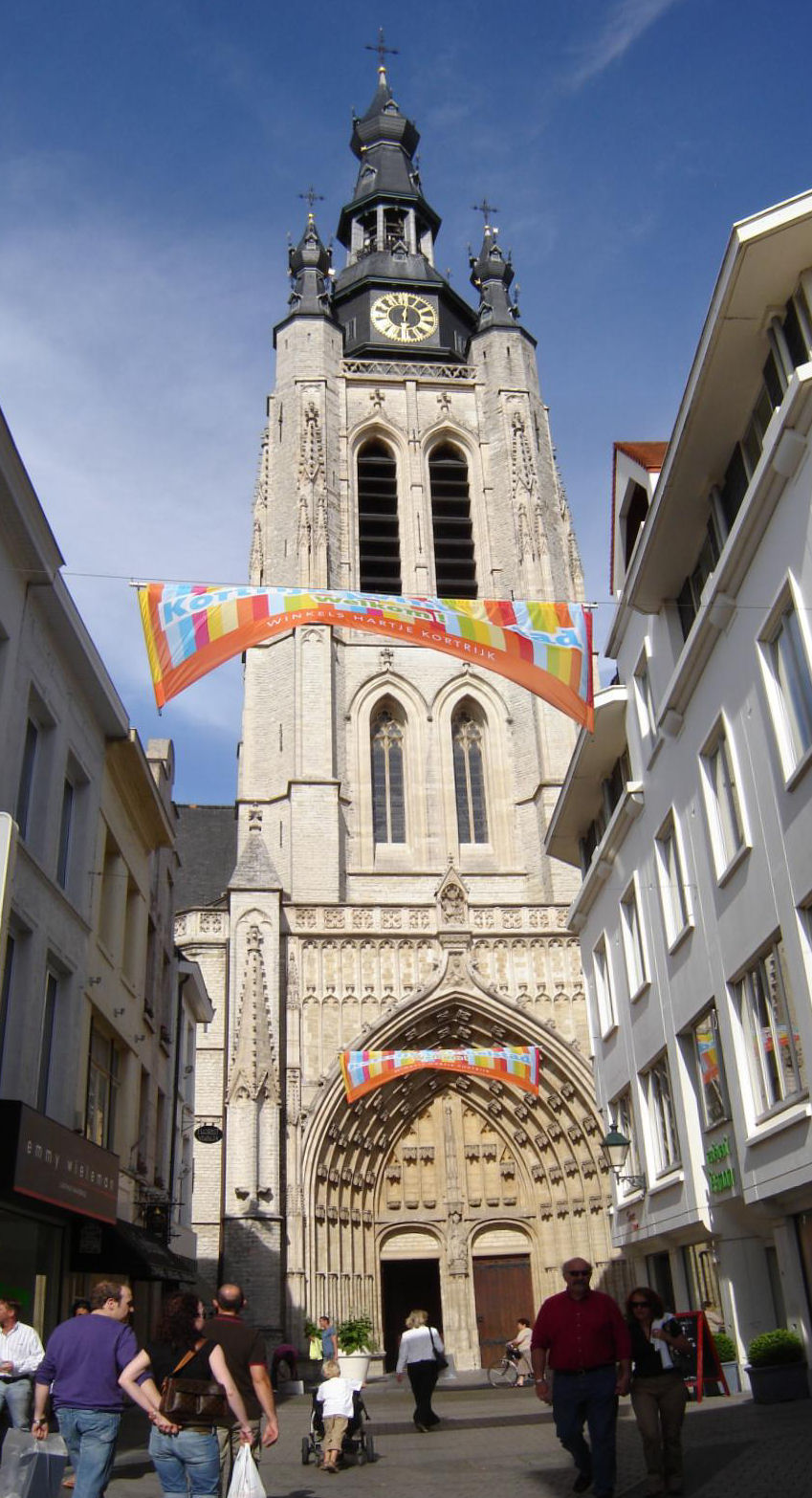
Sint-Maartenskerk
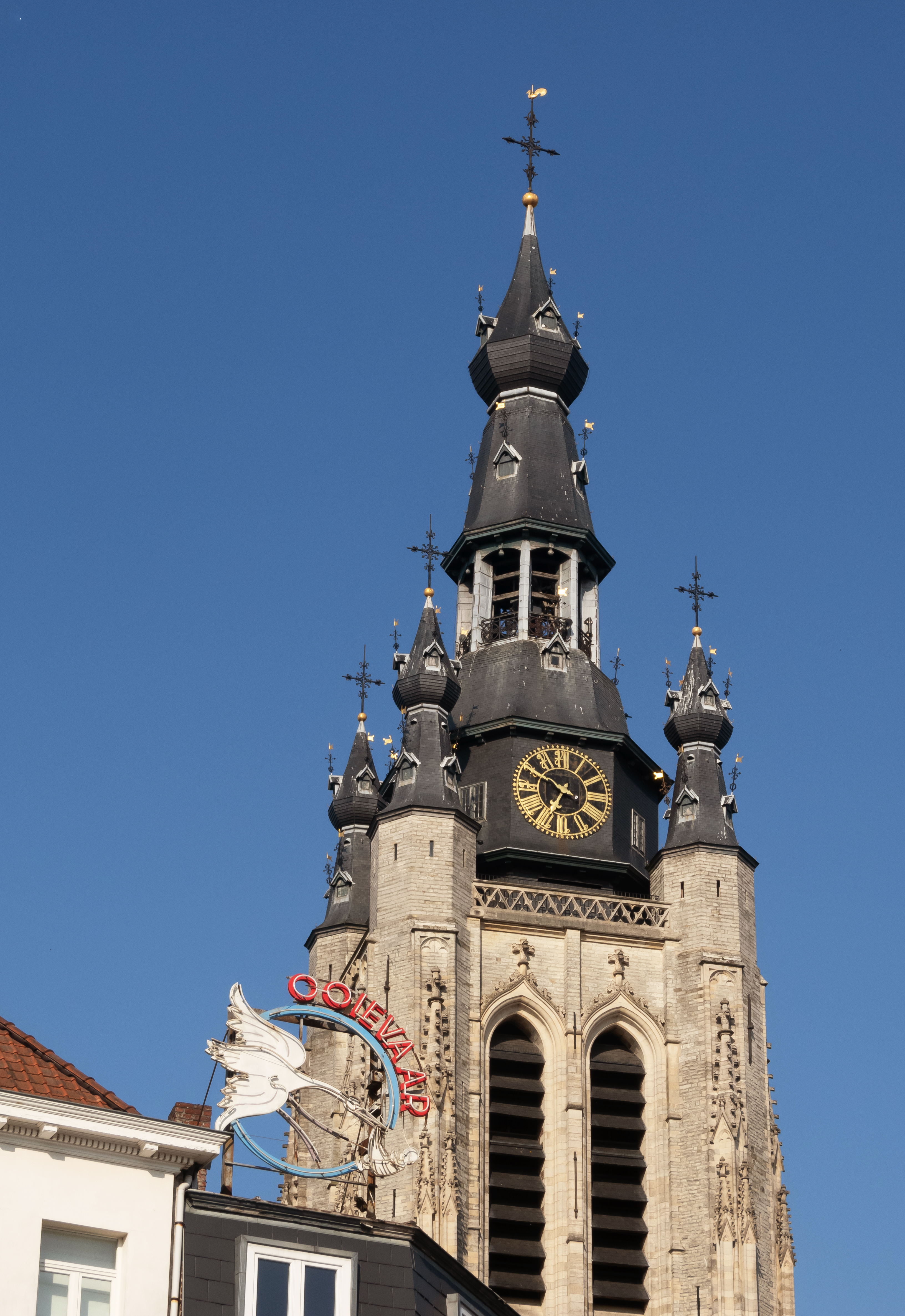
Kirchturm (Sint-Maartenskerk)
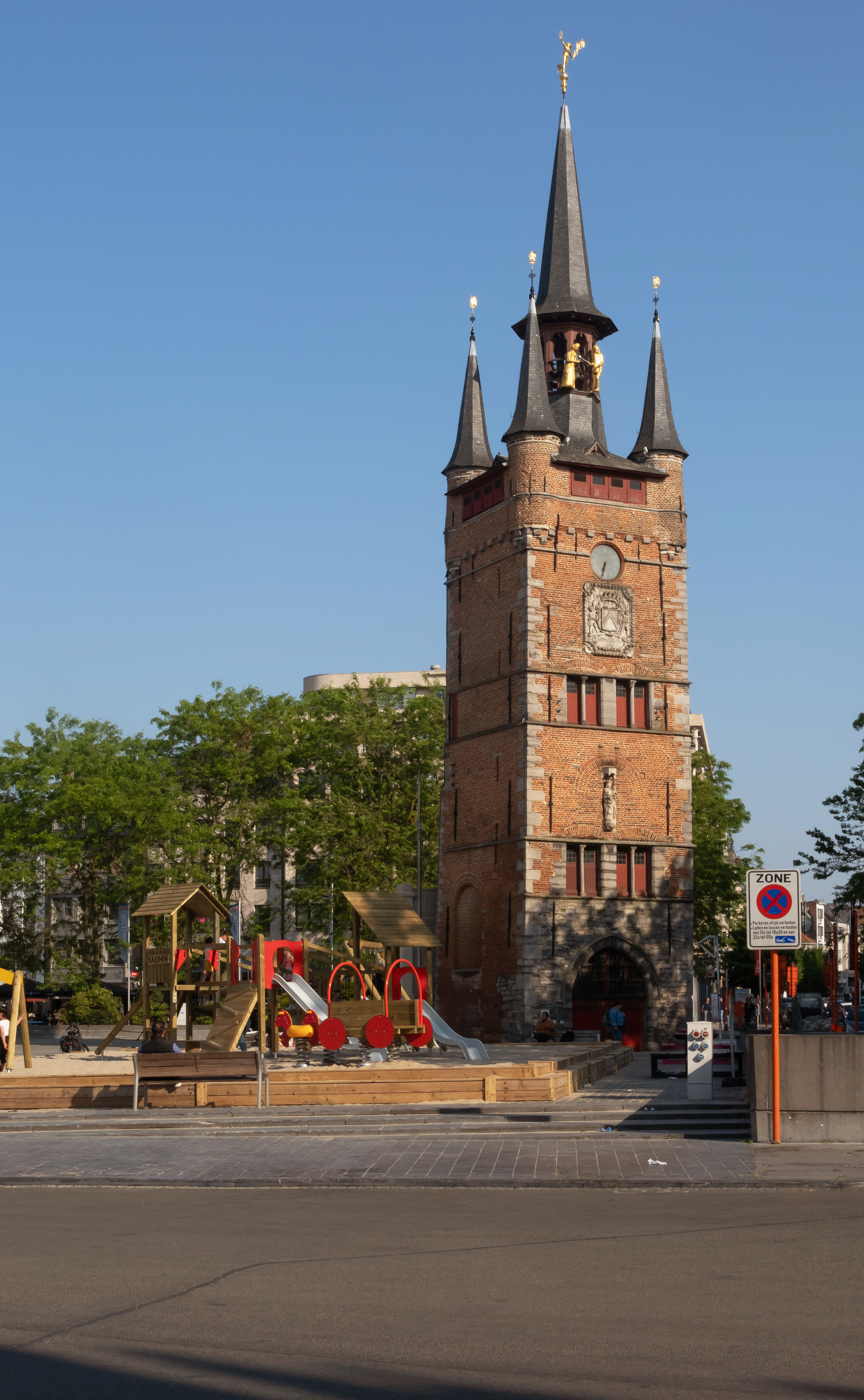
Belfried
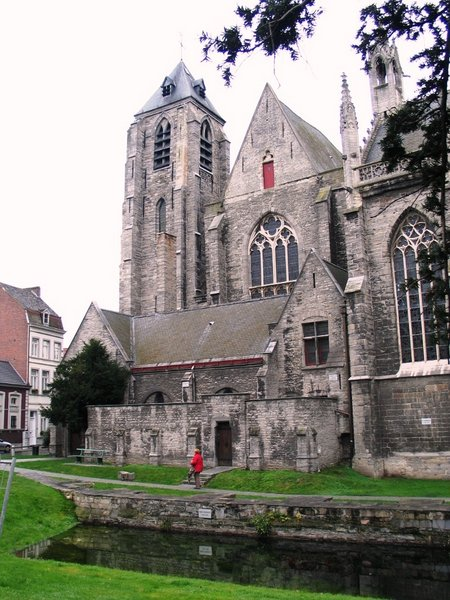
Liebfrauenkirche
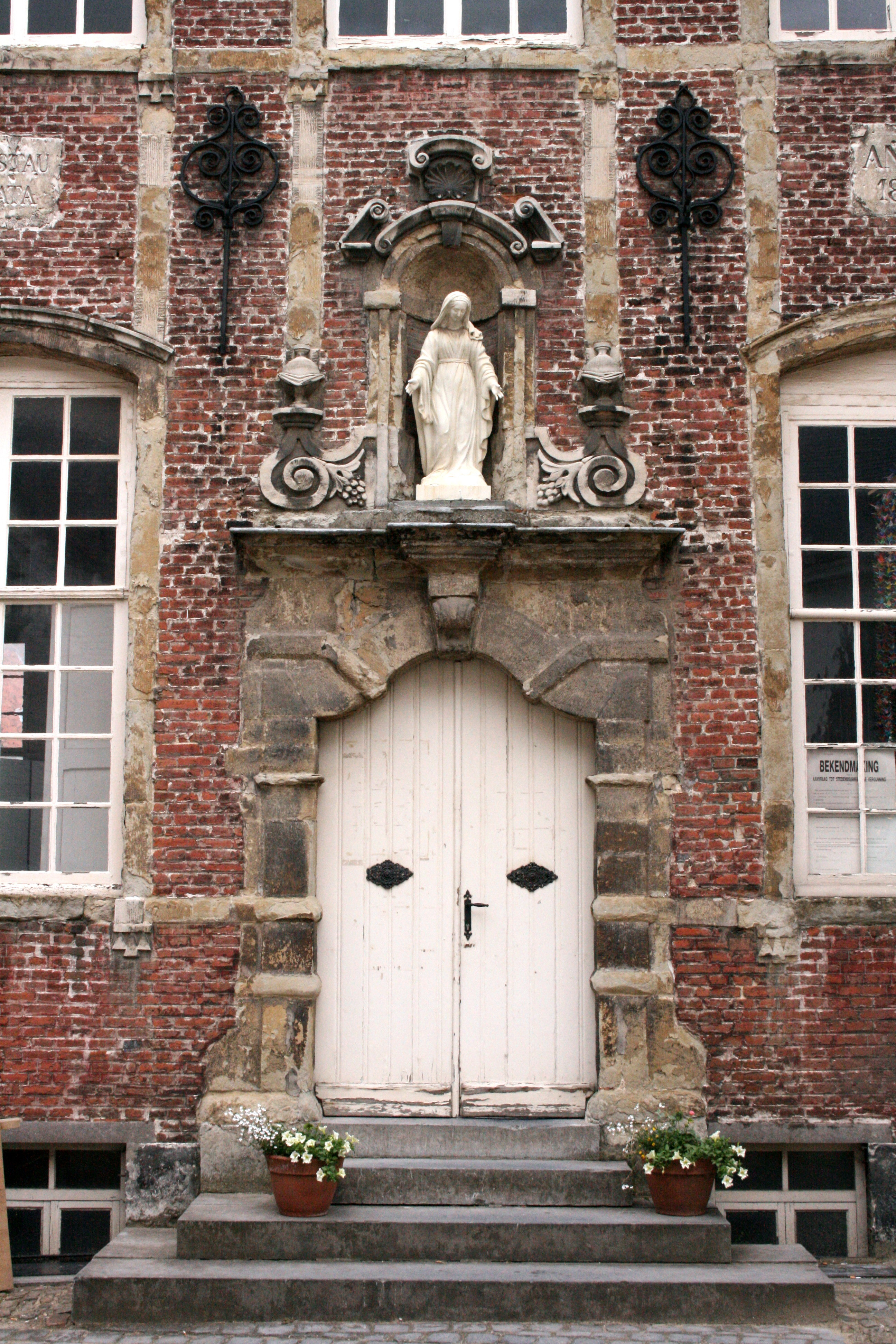
Portal im Beginenhof

### Theater und Konzertsäle
- Conzertstudio
- Stadsschouwburg
- Arenatheater
- Theater Antigone
- De Kreun
- Cultuurcentrum Kortrijk
- Buda Kunstencentrum

### Kinos
- Budascoop
- Kinepolis Kortrijk

### Festivals
- Eiland van Licht
- Kortrijk Congé
- Happy New Ears
- Fresh
- BudaFest
- Student Welcome Concert
- Guldensporenfeesten
- Sinksenfeesten
- Alcatraz Hard Rock & Metal Festival

### Museen
- Museum der Schönen Künste oder das Broelmuseum
- Rathaus
- Groeningemuseum: das Geschichtsmuseum Kortrijk zeigt Funde aus der Römerzeit und dem Mittelalter, Silber- und Goldmünzen und Medaillen sowie regionale Produkte aus Kortrijk, wie feinen Leinendamast, Silberwerk und Steingut.
- Beginenhaus (Beginenhof)
- Kortrijk 1302: ein Tag? Sieben Jahrhunderte – ein interaktives und multimediales Museum über die Sporenschlacht vom 11. Juli 1302.
- Baggaertshof
- National Flachsmuseum
- Flämisches Filmmuseum und -archiv
- Bäckerei- und Molenmuseum (Marke)
- Landwirtschaftsmuseum (Bissegem)

## Wirtschaft und Infrastruktur
Kortrijk gilt als ein internationaler Mittelpunkt für die Flachsverarbeitung und den Flachshandel. Flachs, der in Deutschland, Frankreich und den Niederlanden geerntet ist, wird im Tal der Leie bis zur Spinnfähigkeit aufbereitet.
In Kortrijk befindet sich ein 40.000 m² großes Messegelände, die Kortrijk Xpo. Hier findet unter anderem die Möbelmesse Interieur statt. Von 1971 bis 2017 fand hier Europas größte Busmesse Busworld statt.
In der Teilgemeinde Bellegem befindet sich die Brauerei Omer Vander Ghinste.

### Verkehr
Mit dem Bahnhof Kortrijk besitzt die Stadt einen wichtigen Bahnknotenpunkt. Hier fahren Züge nach Brügge, Ostende, Antwerpen, Brüssel, Gent, Mechelen, Oudenaarde, Lille (Frankreich).
Die Stadt ist durch die Autobahnen E 17, E 403 und A19 erschlossen und von der Ringautobahn R 8 umschlossen.
An der Stadtgrenze befindet sich ein internationaler Geschäftsflughafen.
Kortrijk war die erste Stadt in Belgien, die im Jahre 1962 eine Fußgängerzone eröffnet hat.

## Sport
Allgemein
- Topsporthalle Lange Munte

Basketball
- Basketballteam Kortrijk
- Kortrijk Sport CB

Fußball
- KV Kortrijk: Der Verein entstand im Jahr 1971 durch eine Fusion der Klubs SC Courtraisien und Stade Kortrijk. Die erste Mannschaft spielt in der Saison 2010/11 in der ersten belgischen Liga. Bereits von 1976 bis 1979, von 1980 bis 1992 und wieder in der Saison 1998/1999 war das Team erstklassig. Die Heimspiele werden im Guldensporenstadion durchgeführt.
- SV Kortrijk
- Wikings Kortrijk

Handball
- Apolloon Kortrijk

Leichtathletik
- Kortrijkse Guldensporenmeeting
- KKS Leichtathletik

Schwimmsport
- KZ Kortrijk

Triathlon
- Kortrijkse Triatlon- en Duatlonclub

## Söhne und Töchter der Stadt
- Jacobus Vaet (1529–1567), Renaissancekomponist
- Roelant Savery (1576/78–1639), niederländischer Maler und Radierer
- Jan Coelenbier (1610–1680), Maler
- Jan Palfijn (1650–1730), Bader und Chirurg
- Jan Baptiste de Jonghe (1785–1844), Maler und Lithograf
- Leonard Van Dorpe (1798–1873), Politiker
- Louis Robbe (1806–1887), Maler
- Ernest Gambart (1814–1902), Kunsthändler
- Jean-Baptiste Bethune (1821–1894), Architekt, Künstler und Designer
- Hendrik Beyaert (1823–1894), Architekt
- Gustave Léonard de Jonghe (1829–1893), Maler
- Paul Goethals (1832–1904), Erzbischof von Kalkutta
- Jules Vandenpeereboom (1843–1917), katholischer Politiker und Premierminister von Belgien
- Ernest Nys (1851–1920), Jurist
- Emmanuel Vierin (1869–1954), Maler
- Stijn Streuvels (1871–1969), Schriftsteller
- George Washington (1871–1946), belgisch-amerikanischer Erfinder
- Richard Acke (1873–1934), Architekt
- Marix Loevensohn (1880–1943), Cellist und Musikpädagoge
- Robert Gillon (1884–1972), Politiker
- Cesar Debaets (1891–1974), Radrennfahrer
- Gerard Debaets (1898–1959), Radrennfahrer
- Omer Huyse (1898–1985), Radrennfahrer
- Alfred de Taeye (1905–1958), Politiker
- Jérôme Dufromont (1913–1986), Radrennfahrer
- Francis Bonaert (1914–2012), Architekt
- André Dequae (1915–2006), Politiker
- Maud Mannoni (1923–1998), Kriminologin und Psychoanalytikerin
- Morris (1923–2001), Zeichner und teilweise Autor der Comic-Serie Lucky Luke
- Léopold Degraeveleyn (1928–2008), Radrennfahrer
- Christian Goethals (1928–2003), Autorennfahrer
- Germain Derycke (1929–1978), Radrennfahrer
- Erhard Denninger (1932–2021), deutscher Staatsrechtslehrer, Publizist, Professor in Frankfurt a. M. und Richter
- Norbert Verougstraete (1934–2016), Radrennfahrer
- Chris Lomme (* 1938), Schauspielerin
- Willy Bocklant (1941–1985), Radsportler
- Julien Vermote (* 1949), Radrennfahrer
- Fapy Lafertin (* 1950), Jazzmusiker
- Stefaan De Clerck (* 1951), Politiker
- Stéphane Beel (* 1955), Architekt und Industriedesigner
- Pol Verschuere (* 1955), Radrennfahrer
- Herve Vantieghem (* 1957), Agrarwissenschaftler
- Carl De Keyzer (* 1958), Fotograf
- Ann Demeulemeester (* 1959), Modeschöpferin
- Paul Haghedooren (1959–1997), Radrennfahrer
- Jean-Claude Van Geenberghe (1962–2009), Springreiter
- Lorenzo Staelens (* 1964), Fußballspieler und -trainer
- Piet Goddaer (* 1970), Singer-Songwriter
- Kris Martin (* 1972), Zeichner und Objektkünstler
- Gella Vandecaveye (* 1973), Judoka
- Tom Cloet (* 1975), Autorennfahrer
- Laurence Courtois (* 1976), Tennisspieler
- Leif Hoste (* 1977), Radrennfahrer
- Stijn Devolder (* 1979), Radrennfahrer
- Xavier Malisse (* 1980), Tennisspieler
- Lien Van De Kelder (* 1982), Schauspieler
- Edmée Daenen (* 1985), Popkünstlerin
- Bieke Depoorter (* 1986), Fotografin
- Frederiek Nolf (1987–2009), Radrennfahrer
- Hanne Gaby Odiele (* 1987), Fotomodell
- Jolien Verschueren (1990–2021), Radrennfahrerin
- Bert Van Lerberghe (* 1992), Radrennfahrer
- Stoffel Vandoorne (* 1992), Automobilrennfahrer
- Stephanie Rose Bertram (* 1994), Model
- Jordy de Wijs (* 1995), niederländischer Fußballspieler
- Shari Bossuyt (* 2000), Radsportlerin
- Milan Donie (* 2005), Radrennfahrer